# Augustin Johann Joseph Gruber

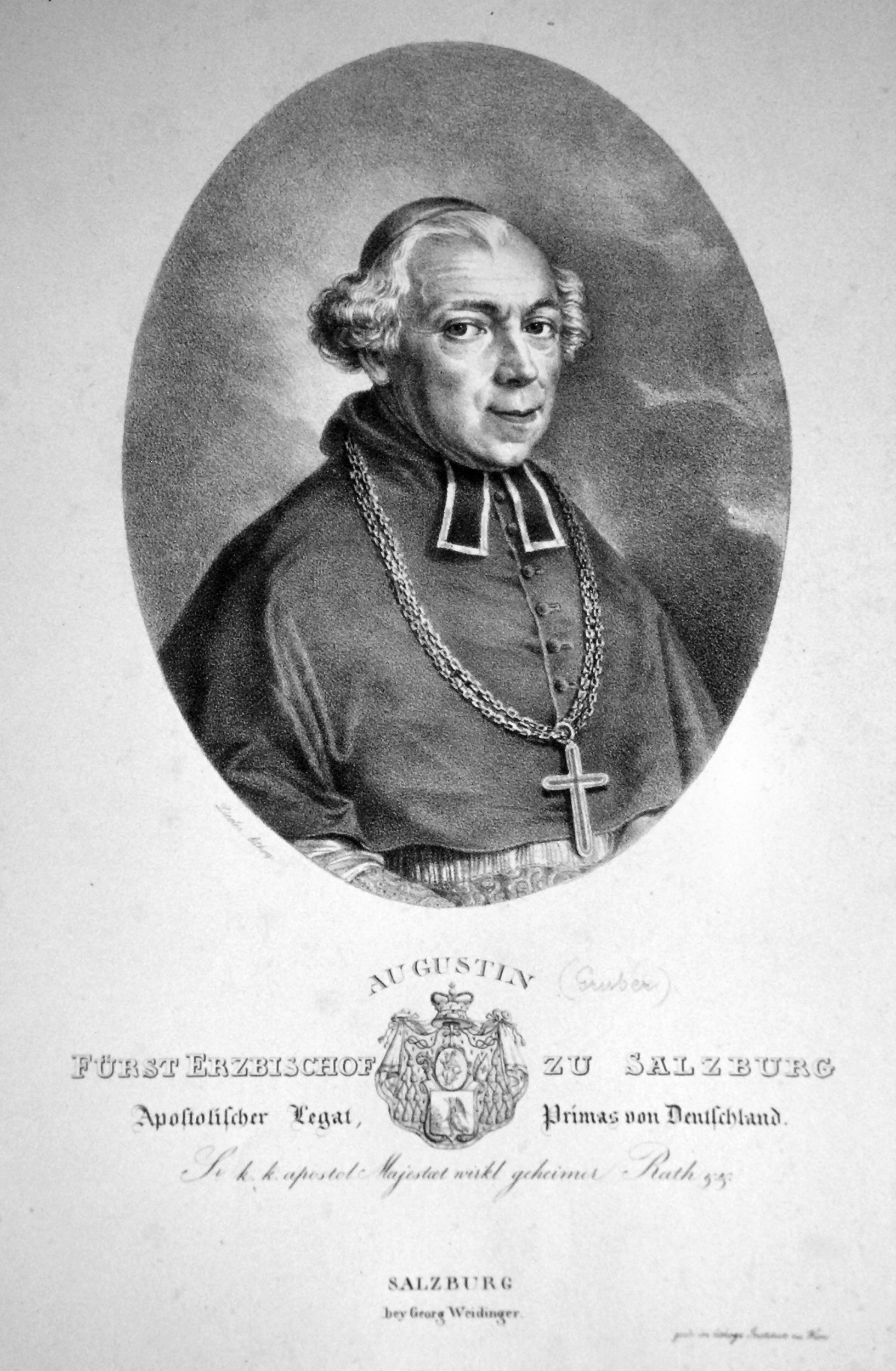
Augustin Gruber, Lithographie von Friedrich Lieder um 1830

Augustin Johann Joseph Gruber (* 23. Juni 1763 in Wien; † 28. Juni 1835 in Salzburg) war Erzbischof von Salzburg.

## Leben

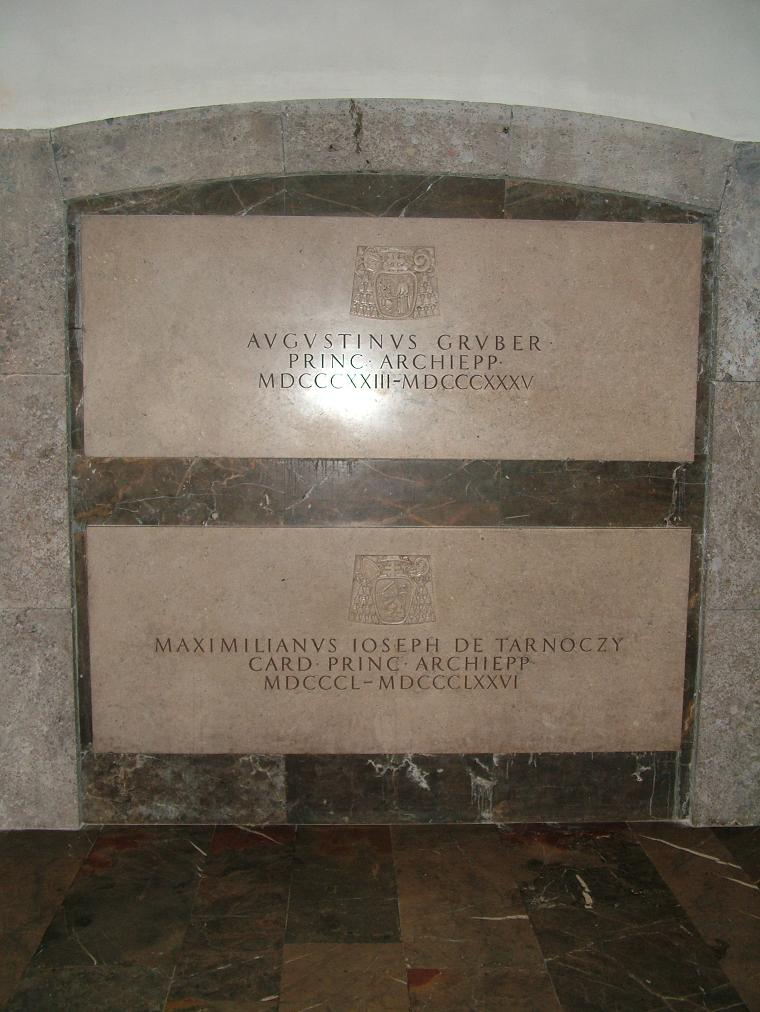
Grabstätte der Erzbischöfe Gruber und Tarnóczy

Augustin Gruber wurde als Kaufmannssohn geboren. Er studierte in Wien und trat 1780 in den Augustinerorden ein, den er bereits 1782 verließ, um in das Generalseminar einzutreten. 1788 wurde er Priester zu Brunn am Gebirge, 1794 in der Josefstadt zu Wien und 1796 zu St. Anna in Wien. Im Jahr 1802 wurde er Kirchenreferent der Landesregierung, 1806 wirklicher Hofrat und Kirchenreferent der Hofkanzlei. Gruber promovierte 1813 zum Dr. theol. 
Am 8. September 1816 wurde er vom Wiener Erzbischof Sigismund Anton von Hohenwart zum Bischof von Laibach geweiht. Vom Kaiser wurde er am 16. Februar 1823 zum Erzbischof von Salzburg präsentiert. Nach der Bestätigung durch den Papst konnte Gruber am 25. März 1825 sein Amt antreten.
Erzbischof Augustin Gruber hat u. a. katechetische Vorlesungen gehalten, zusammengefasst in der Publikation Katechetische Vorlesungen ueber des hl. Augustinus Buch: Von der Unterweisung der Unwissenden in der Religion … (Salzburg 1830). In der Zeit zwischen Aufklärung und Romantik, in der es zur Renaissance einer neuscholastisch-uniformen Theologie in Theorie und Praxis kam, hat er Vorarbeiten geleistet, die bis zur späteren „katechetischen Reformbewegung“ hineinreichen.
Gruber wurde nach seinem Tod im Dom zu Salzburg in der Krypta bestattet.